# Aarbach (Itter)
Der Aarbach (auch Aar genannt) im Landkreis Waldeck-Frankenberg, Nordhessen, ist ein 8,8 km langer, orografisch rechter und südöstlicher Zufluss der Itter im Upland, dem Nordostausläufer des Rothaargebirges.

## Verlauf und Einzugsgebiet
Der Aarbach entspringt im Nordwestteil von Hessen im Rothaargebirge an der Nahtstelle der Bergregionen Upland und Sauerland. Seine Quelle befindet sich wenige Kilometer südsüdöstlich von Willingen an der Nordwestflanke des Bergs Auf’m Knoll (738,4 m ü. NN).
Der Aarbach verläuft gänzlich im Naturpark Diemelsee. In bewaldeter Landschaft fließt er in Richtung Norden vorbei an den Bergen Emmet (742,5 m) im Osten und Hohe Pön (792,7 m), im Westen östlich vorbei am zu Usseln (östlicher Gemeindeteil Willingens) gehörenden Wakenfeld.
Rund 250 m östlich von Wakenfeld kreuzt der Bach die Uplandbahn und die Bundesstraße 251. Danach fließt er – erst den Schneeberg (726,3 m) westlich und dann den Orenberg (702 m) etwas östlich passierend – weiter nordwärts nach und durch Schwalefeld, einem nordöstlichen Gemeindeteil von Willingen.
Knapp 3 km unterhalb bzw. nördlich von Schwalefeld mündet der Aarbach in den dort von Südsüdwesten kommenden Diemel-Zufluss Itter.
Das Einzugsgebiet des Aarbachs ist 9,006 km² groß.

## Wasserscheide
Die Quelle des Aarbachs befindet sich auf der Diemel-Eder/Fulda/Weser-Wasserscheide: Sein Wasser fließt in überwiegend nördliche Richtung durch die Itter und Diemel in die Weser, während die Wilde Aa, die etwas weiter südlich entspringt und hauptsächlich ostwärts fließt, einen südlicheren Umweg durch die Wilde Aa („Aar“), Orke, Eder und Fulda zur Weser macht.